# Peacotum

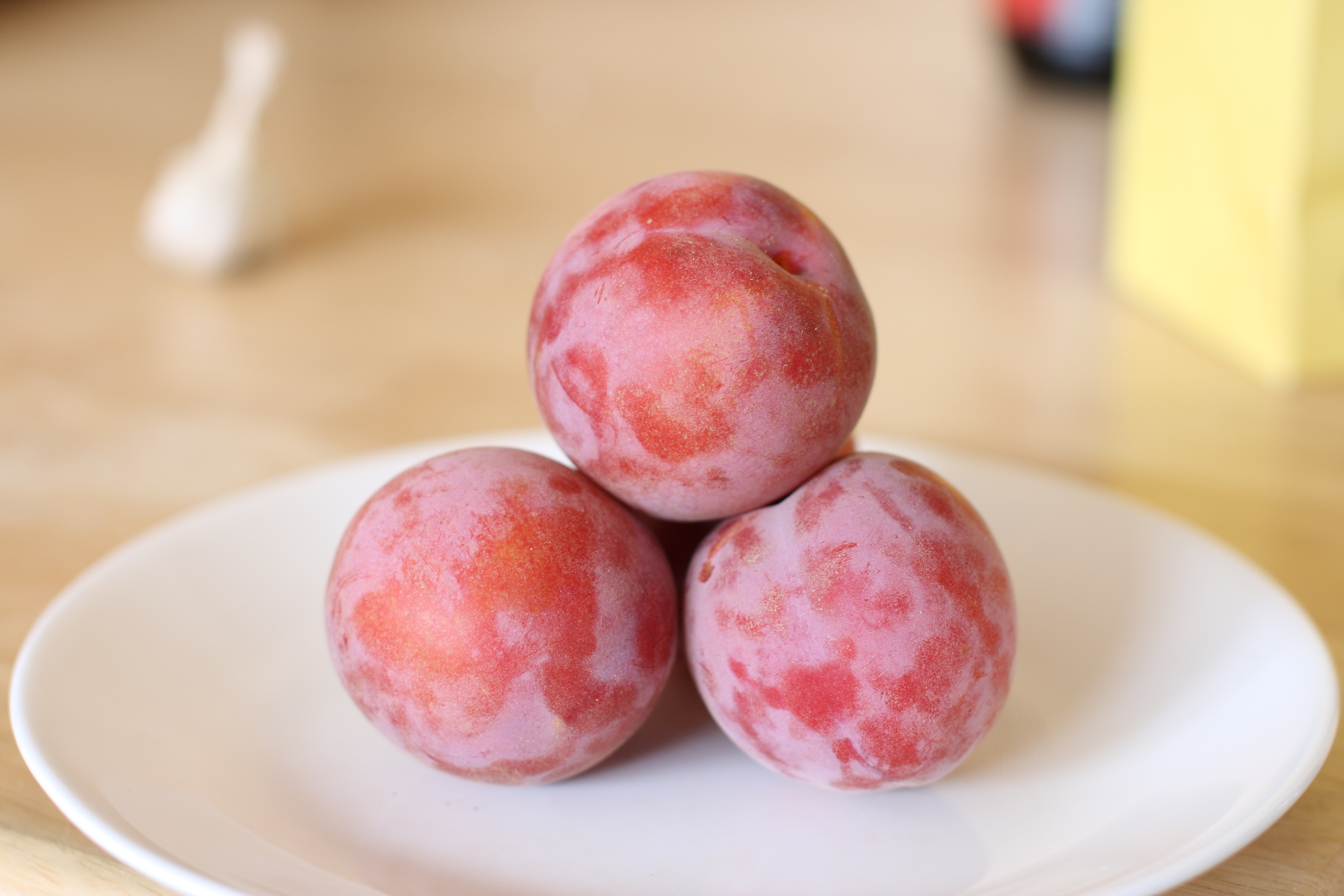
Peacotum

Peacotum és un fruit híbrid entre préssec/albercoc/pruna va ser creat per Zaiger's Genetics, una companyia que ha creat altres fruits híbrids.